# بخش یوله
بخش یوله (به سوئدی: Gävle kommun) یک ناحیه شهری در سوئد است که در شهرستان یولبوری واقع شده‌است.

## خواهرخوانده
شهرهای آلفتانس، گیوویک، Næstved، روما (فنلاند) و یورمالا خواهرخوانده‌های بخش یوله هستند.